# Jean-Pierre Barda
Jean-Pierre Barda (nacido el 7 de marzo de 1965, en París) es un cantante, actor, maquillador y peluquero sueco y de origen argelino. Es más conocido por ser uno de los miembros fundadores del grupo de pop Army of Lovers.

## Biografía

### Primeros años
Barda nació en París, Francia, y de niño se mudó a Suecia con su familia argelina judía. Barda empezó trabajando con Alexander Bard como parte del grupo musical Barbie. Inicialmente él se hacía llamar Farouk, pero volvió a utilizar su nombre real cuando Barbie evolucionó más tarde en el grupo Army of Lovers. Barda ha estado con el grupo a lo largo de todas sus encarnaciones.

### Carrera
En 2004, inicialmente había una sugerencia de que Barda sería parte de una nueva banda llamada Bodies Without Organs. Esto no se llevó a cabo, y la participación explícita de Barda sólo llegó a ser la coescritura de la primera canción de BWO Living in a Fantasy.
Además de su trabajo en la música, Jean-Pierre es también muy conocido en Suecia como peluquero y maquillador. Adicionalmente, Barda ha hecho trabajos en varios campos de la fotografía digital y el arte actuando en películas, televisión, múltiples sesiones fotográficas, y trabajó en presencia de la reina de Suecia. Actualmente[¿cuándo?] Barda trabaja con una compañía telefónica 3G[¿cuál?] desarrollando un programa televisivo de moda para teléfonos móviles.

## Trabajos

### Teatro
- Min Mamma Herr Albin (versión sueca de La Cage aux folles) (1995) - el mayordomo

### Cine
- Livet är en schlager (2000) - él mismo
- Once In a Lifetime (2000) - él mismo
- House of Angels: The Second Summer (1994) - él mismo

### Televisión
- Rik Och Berömd (versión sueca de Lifestyles of the Rich and Famous) - anfitrión
- Miss Suecia 2002 - presentador
- Sally (1999) - él mismo
- Silikon (1999–2001) - maquillador/presentador